# Текесу
Текесу (каз. Текесу) — упразднённое село в Толебийском районе Туркестанской области Казахстана. В 2014 году включено в состав города Шымкент и исключено из учетных данных. Входило в состав Кемекалганского сельского округа. Код КАТО — 515846400.

## Население
В 1999 году население села составляло 496 человек (253 мужчины и 243 женщины). По данным переписи 2009 года, в селе проживало 697 человек (357 мужчин и 340 женщин).